# Granja La Escondida
Granja La Escondida es una localidad peruana ubicada en el distrito de Pativilca, perteneciente a la provincia de Barranca del departamento de Lima, en la costa central del Perú. 

## Ubicación
Granja La Escondida se ubica al noreste de la provincia de Barranca, en el distrito de Pativilca, en el departamento de Lima.

## Demografía
En 2017 Granja La Escondida tenía una población de 40 habitantes.